# (954) Li
(954) Li es un asteroide perteneciente al cinturón de asteroides descubierto el 4 de agosto de 1921 por Karl Wilhelm Reinmuth desde el observatorio de Heidelberg-Königstuhl, Alemania.
Está nombrado en honor de Lina Alstede Reinmuth, esposa del descubridor.
Li forma parte de la familia asteroidal de Temis.